# Comeback Kid (Kasabian)
Comeback Kid è un singolo del gruppo musicale britannico Kasabian, il secondo estratto dal loro sesto album in studio For Crying Out Loud, pubblicato il 31 marzo 2017.

## Tracce
Testi e musiche di Sergio Pizzorno.
Download digitale
1. Comeback Kid – 4:19

Vinile 10"
Lato A
1. Comeback Kid – 4:19

Lato B
1. Good Fight – 3:50

## Formazione
Kasabian
- Tom Meighan – voce
- Sergio Pizzorno – voce, chitarra, programmazione
- Chris Edwards – basso
- Ian Matthews – batteria, percussioni

Altri musicisti
- Tim Carter – chitarra, organo, programmazione
- Gary Alesbrook – tromba
- Trevor Mires – trombone

## Classifiche
| Classifica (2017)   | Posizione massima |
| ------------------- | ----------------- |
| Regno Unito (vinyl) | 1                 |